# Okręg wyborczy nr 83 do Sejmu Polskiej Rzeczypospolitej Ludowej (1989–1991)
Okręg wyborczy nr 83 do Sejmu Polskiej Rzeczypospolitej Ludowej (1989–1991) obejmował Rzeszów oraz gminy Białobrzegi, Błażowa, Boguchwała, Chmielnik Rzeszowski, Czarna, Czudec, Frysztak, Głogów Małopolski, Grodzisko Dolne, Hyżne, Krasne, Kuryłówka, Leżajsk, Leżajsk (gmina wiejska), Lubenia, Łańcut, Łańcut (gmina wiejska), Markowa, Niebylec, Nowa Sarzyna, Rakszawa, Strzyżów, Świlcza, Trzebownisko, Tyczyn, Wiśniowa i Żołynia (województwo rzeszowskie). W ówczesnym kształcie został utworzony w 1989. Wybieranych było w nim 5 posłów w systemie większościowym.
Siedzibą okręgowej komisji wyborczej był Rzeszów.

## Wybory parlamentarne 1989

### Mandat nr 321 –Polska Zjednoczona Partia Robotnicza
| Kandydat | I tura | I tura | II tura | II tura |
| Kandydat | Głosów | %      | Głosów  | %       |
| --- | ------ | ------ | ------- | ------- |
| Wacław Nycz | 39 433 | 20,21  | 31 169  | 32,89   |
| Leszek Czerwiński                                                                                              | 12 696 | 6,51   | 46 705  | 49,28   |
| Stanisław Ząbek                                                                                                | 9464   | 4,85   | —       | —       |
| Włodzimierz Bonusiak                                                                                           | 8207   | 4,21   | —       | —       |
| Tadeusz Karakuła                                                                                               | 6406   | 3,28   | —       | —       |
| Eugeniusz Machowski                                                                                            | 5639   | 2,89   | —       | —       |
| Stanisław Krata                                                                                                | 4633   | 2,38   | —       | —       |
| Jan Szela | 4430   | 2,27   | —       | —       |
| Adam Kruk | 3159   | 1,62   | —       | —       |
| Liczba głosów ważnych: 195 114 (I tura) • 94 767 (II tura) Źródło: Państwowa Komisja Wyborcza I tura i II tura |        |        |         |         |

### Mandat nr 322 –Polska Zjednoczona Partia Robotnicza
| Kandydat | I tura | I tura | II tura | II tura |
| Kandydat | Głosów | %      | Głosów  | %       |
| --- | ------ | ------ | ------- | ------- |
| Kazimierz Woźniak                                                                                              | 21 183 | 10,81  | 51 145  | 53,81   |
| Anna Staruch                                                                                                   | 17 675 | 9,02   | 27 210  | 28,63   |
| Roman Przepióra                                                                                                | 13 382 | 6,83   | —       | —       |
| Jerzy Ankiewicz                                                                                                | 10 240 | 5,23   | —       | —       |
| Władysław Piłat                                                                                                | 7858   | 4,01   | —       | —       |
| Czesław Furtek                                                                                                 | 6437   | 3,29   | —       | —       |
| Stanisław Rusznica                                                                                             | 6184   | 3,16   | —       | —       |
| Stanisław Wołoszyn                                                                                             | 5984   | 3,05   | —       | —       |
| Franciszek Filip                                                                                               | 4250   | 2,17   | —       | —       |
| Wiesław Buż | 2988   | 1,53   | —       | —       |
| Liczba głosów ważnych: 195 915 (I tura) • 95 039 (II tura) Źródło: Państwowa Komisja Wyborcza I tura i II tura |        |        |         |         |

### Mandat nr 323 –Zjednoczone Stronnictwo Ludowe
| Kandydat | I tura | I tura | II tura | II tura |
| Kandydat | Głosów | %      | Głosów  | %       |
| --- | ------ | ------ | ------- | ------- |
| Aleksander Bentkowski                                                                                          | 62 455 | 30,30  | 65 058  | 68,65   |
| Ignacy Półćwiartek                                                                                             | 17 766 | 8,62   | 21 767  | 22,97   |
| Adam Daraż | 14 378 | 6,97   | —       | —       |
| Henryk Sagan                                                                                                   | 13 507 | 6,55   | —       | —       |
| Liczba głosów ważnych: 206 153 (I tura) • 94 774 (II tura) Źródło: Państwowa Komisja Wyborcza I tura i II tura |        |        |         |         |

### Mandat nr 324 –Stronnictwo Demokratyczne
| Kandydat | I tura | I tura | II tura | II tura |
| Kandydat | Głosów | %      | Głosów  | %       |
| --- | ------ | ------ | ------- | ------- |
| Jan Świtka | 35 784 | 17,52  | 57 482  | 60,53   |
| Emilia Wcisło                                                                                                  | 35 245 | 17,25  | 27 766  | 29,24   |
| Jan Górski | 14 353 | 7,03   | —       | —       |
| Lech Świerczewski                                                                                              | 12 697 | 6,22   | —       | —       |
| Edward Raźnikiewicz                                                                                            | 6801   | 3,33   | —       | —       |
| Liczba głosów ważnych: 204 283 (I tura) • 94 961 (II tura) Źródło: Państwowa Komisja Wyborcza I tura i II tura |        |        |         |         |

### Mandat nr 325 – bezpartyjny
| Kandydat                                                          | Głosów  | %     |
| ----------------------------------------------------------------- | ------- | ----- |
| Adam Matuszczak                                                   | 172 440 | 81,29 |
| Marta Trzcińska-Kowalska                                          | 18 166  | 8,59  |
| Jan Tylek                                                         | 4234    | 2,00  |
| Robert Kruczek                                                    | 3942    | 1,86  |
| Kazimierz Rupar                                                   | 3927    | 1,85  |
| Liczba głosów ważnych: 212 143 Źródło: Państwowa Komisja Wyborcza |         |       |